# Operación Badr (1985)
La Operación Badr fue una operación militar iraní lanzada contra las fuerzas del Irak baazista. Los iraníes lanzaron su ofensiva del 11 al 20 de marzo de 1985 y consiguieron tomar parte de la carretera Bagdad-Basora. El consecuente ataque iraquí, sin embargo, forzó a los iraníes a retirarse, en una continua guerra de estancamiento.

## Preludio
Después de su intento de tomar Basora en 1982, Irán lanzó la Operación Amanecer 1 en 1983 para tomar esa carretera. La operación falló, pero Irán planeó la Operación Badr en un tiempo adicional para tomarla. Sin coincidencia, la operación fue nombrada después de la homónima primera victoria militar del profeta Mahoma en La Meca (en la actual Arabia Saudita) en el siglo VII.
El objetivo de la ofensiva era tomar la carretera Bagdad-Basora, que era un enlace vital entre las dos mayores ciudades y para el movimiento de pertrechos militares y vehículos para ayudar y reponer a los defensores iraquíes en el frente. Otro objetivo incluía cruzar el río Tigris, cortando a Basora del resto del país; Irán reorganizó a las unidades de los Cuerpos de la Guardia Revolucionaria Islámica (CGRI, llamados Pasdaran) y la milicia Basij dentro de fuerzas más convencionales como una respuesta a las derrotas del pasado. Asimismo altamente motivados y más numerosos que los iraquíes, los iraníes estaban pobremente entrenados y escasos de equipo pesado, incluyendo armas, artillería y apoyo aéreo a esta operación. Al mismo tiempo Irán también sufría los efectos del embargo de la Operación Staunch de Estados Unidos. Los iraquíes, bajo el mando del general Hisham al-Fakhri, tenían el mejor equipo, la mejor instrucción y el uso ilegal de gases tóxicos.

## La batalla
El 11 de marzo Irán lanzó una fuerza de 100 000 hombres para atacar la vecindad de la isla Majnoon. La fuerza fue lanzada sobre al-Qurnah, donde el río Éufrates bordea la carretera, e hicieron una carga contra ella. Lograron tomar parte de la carretera, pero Irak inició un contraataque con fuego de artillería, ataques aéreos y divisiones armadas desde el norte. Esta batalla fue la primera ocasión en que las unidades de la Guardia Republicana Iraquí (GRI) estuvieron como fuerzas de reserva.
La batalla tuvo un clímax cuando Saddam Hussein ordenó el uso de armas químicas contra los iraníes. Esto, junto con la contraofensiva iraquí, fue lo que forzó a estos a retirarse a sus anteriores líneas. Los iraquíes sufrieron fuertes bajas, al igual que el enemigo.

## Consecuencias
En respuesta a la Operación Badr Hussein inauguró la segunda "Guerra de las Ciudades" durante el mes de marzo lanzando misiles contra ciudades iraníes como Isfahán, Tabriz, Shiraz y sobre todo Teherán, la capital del país. Irán respondió con ataques contra civiles iraquíes, sobre todo lanzando misiles de rango medio contra Basora.